# Laat ze maar lullen
Laat ze maar lullen is een single van de Nederlandse volkszanger Peter Beense uit 2011. Het stond in 2010 als tweede track op het album 'n Rondje van mij.

## Achtergrond
Laat ze maar lullen is geschreven door Emile Hartkamp. Het is een levenslied dat een reactie is op het roddelcircuit. De officiële videoclip bij het lied toont een liveoptreden van de zanger. In 2021 werd in samenwerking met de dj Lanterfantje een hardstyle remix van het lied gemaakt.

## Hitnoteringen
De zanger had bescheiden succes met het lied in Nederland. In de Single Top 100 kwam het tot de 21e plaats in de zeven weken dat het in deze lijst stond. De Top 40 of de bijbehorende Tipparade werd niet gehaald.